# Diocese de Almenara

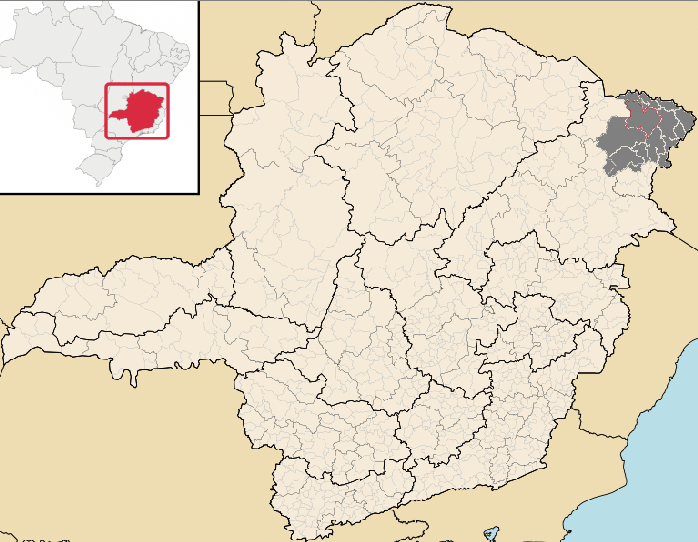
Mapa da Diocese de Almenara.

A Diocese de Almenara (Dioecesis Almenarensis) é uma circunscrição eclesiástica da Igreja Católica Apostólica Romana. Pertence à Província Eclesiástica de Diamantina e ao Conselho Episcopal Regional Leste II da Conferência Nacional dos Bispos do Brasil. A sé episcopal está na Catedral São João Batista, na cidade de Almenara e o bispo diocesano é Dom José Hamilton de Castro.

## História

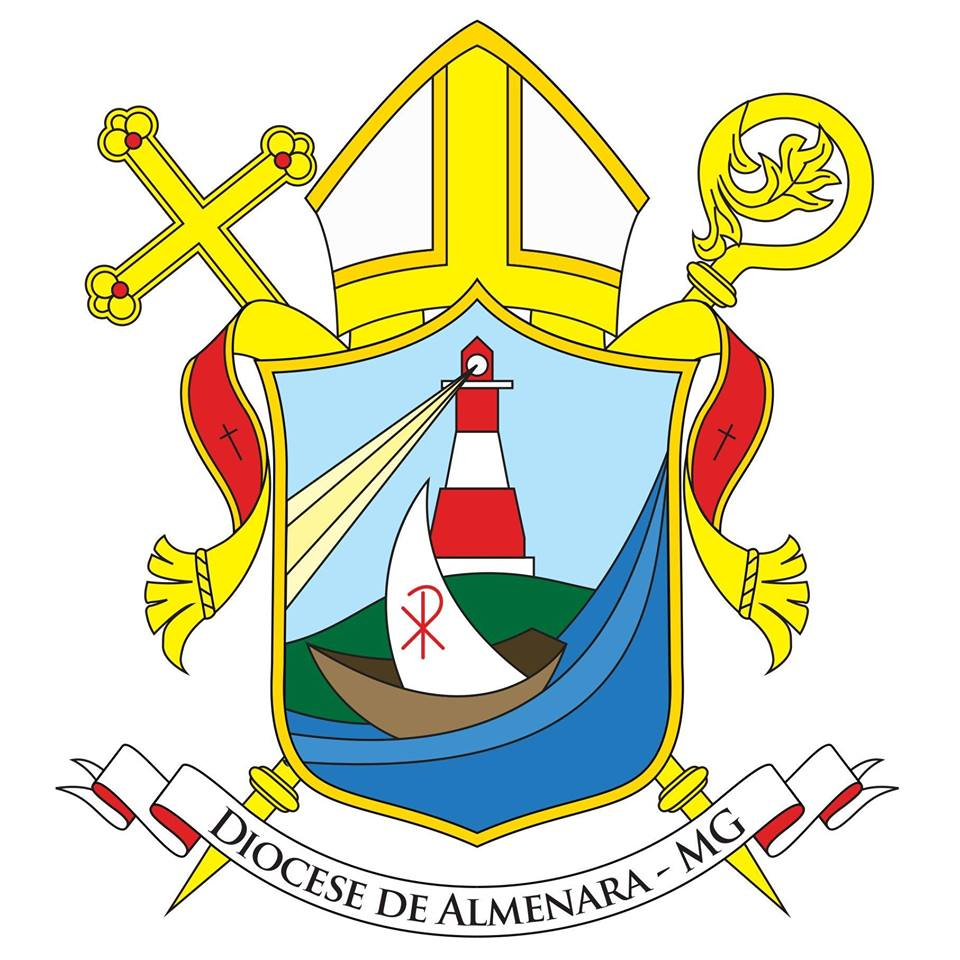
Brasão da diocese.

A diocese foi criada em 28 de março de 1981 pela bula Quoniam omnis, do Papa João Paulo II, desmembrada das dioceses de Araçuaí e Teófilo Otoni. Ao longo de sua história teve cinco bispos diocesanos:
Em 1982, Dom José Geraldo Oliveira do Valle foi nomeado como seu 1º Bispo, quando a então Matriz de São João Batista é também alçada à condição de catedral.
Com a chegada de Dom José Geraldo, a diocese começou a desenvolver uma identidade, se dedicando principalmente a reorganizar e estruturar a trajetória pastoral da diocese, investindo na formação pastoral e na conscientização político-social.
Em 1989, Dom Frei Diogo Reesink, OFM, é nomeado como 2º bispo diocesano, permanecendo por 10 anos a frente da diocese.  Dom Diogo era conhecido pelo trabalho desenvolvido junto aos hansenianos da Colônia Santa Isabel em Betim. 
Durante esse período, a Diocese de Almenara se fortaleceu consideravelmente com o projeto Bíblia em Comunidade. Por meio desse projeto, os cultos dominicais foram implementados nas CEBs, nos grupos e nas residências, promovendo um amor crescente pela Palavra de Deus, que foi alimentado através de folhetos de círculos bíblicos. Além do Bíblia em Comunidade, também ganharam destaque o Encontro de Revisão Matrimonial e o início da Renovação Carismática - RCC.
Em 1998, Dom Diogo foi transferido para a Diocese de Teófilo Otoni, e Frei Justino Burgers, foi escolhido como administrador diocesano. Durante esse tempo, adquiriu o terreno para construir a cúria diocesana. No contexto da vacância da diocese, em julho de 1998, teve início o primeiro curso de formação teológica para leigos - TAL.

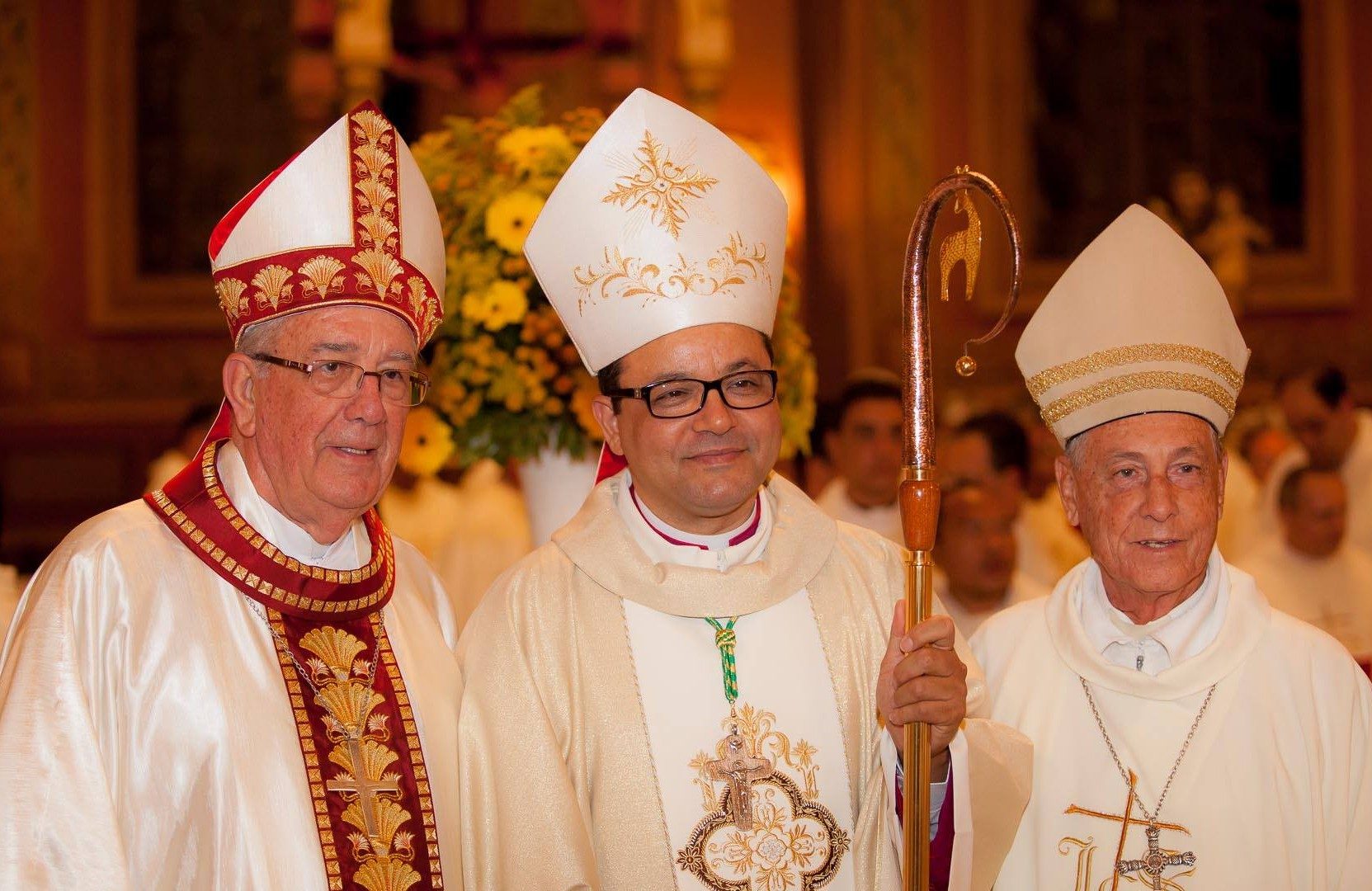
Da esquerda para direita: Dom Frei Hugo María van Steekelenburg, Dom José Carlos Brandão Cabral e Dom José Geraldo Oliveira do Valle. Respectivamente 1º, 3º e 4º bispos de Almenara.

O terceiro bispo foi nomeado em 1998, Dom Frei Hugo Maria Van Steekelenburg, OFM, conterrâneo de seu antecessor. Comandou a diocese até sua renúncia por limite de idade em 2013.
Um grande marco do governo pastoral de Dom Hugo foi a implementação do projeto das Santas Missões Populares, que impulsionou significativamente a trajetória da Igreja em todos os níveis, reacendendo o fervor missionário nas comunidades e a continuidade do TAL. Durante esse período, também foi construído o Centro de Pastoral Irmão Amado, destinado a abrigar as pastorais e o arquivo da cúria.
Com grande dedicação, Dom Hugo fundou um novo Seminário Diocesano em Belo Horizonte. Neste local, os estudantes de filosofia e teologia passaram a estudar na PUC Minas, enquanto o curso propedêutico foi estabelecido em Almenara, na paróquia São Pedro. Até aquele momento, a formação do clero ocorria nas dioceses de Araçuaí e Diamantina.
Em 2013, com a renúncia por limite de idade de Dom Hugo, o Papa Francisco nomeou como 4º bispo diocesano, Monsenhor José Carlos Brandão Cabral, oriundo do clero diocesano de Limeira, que tomou posse em outubro do mesmo ano.

Dom Cabral estabeleceu uma nova divisão territorial da diocese, em 5 foranias, para facilitar os trabalhos e ter uma melhor participação dos leigos nos conselhos e encontros de formação. Priorizou ainda o fortalecimento dos Conselhos Pastorais das paróquias e da diocese, estabelecendo as diretrizes de pastoral diocesana. Em seu governo, estabeleceu ainda normas de conduta para o clero, seguindo as diretrizes do Papa Francisco na prevenção de abusos. 

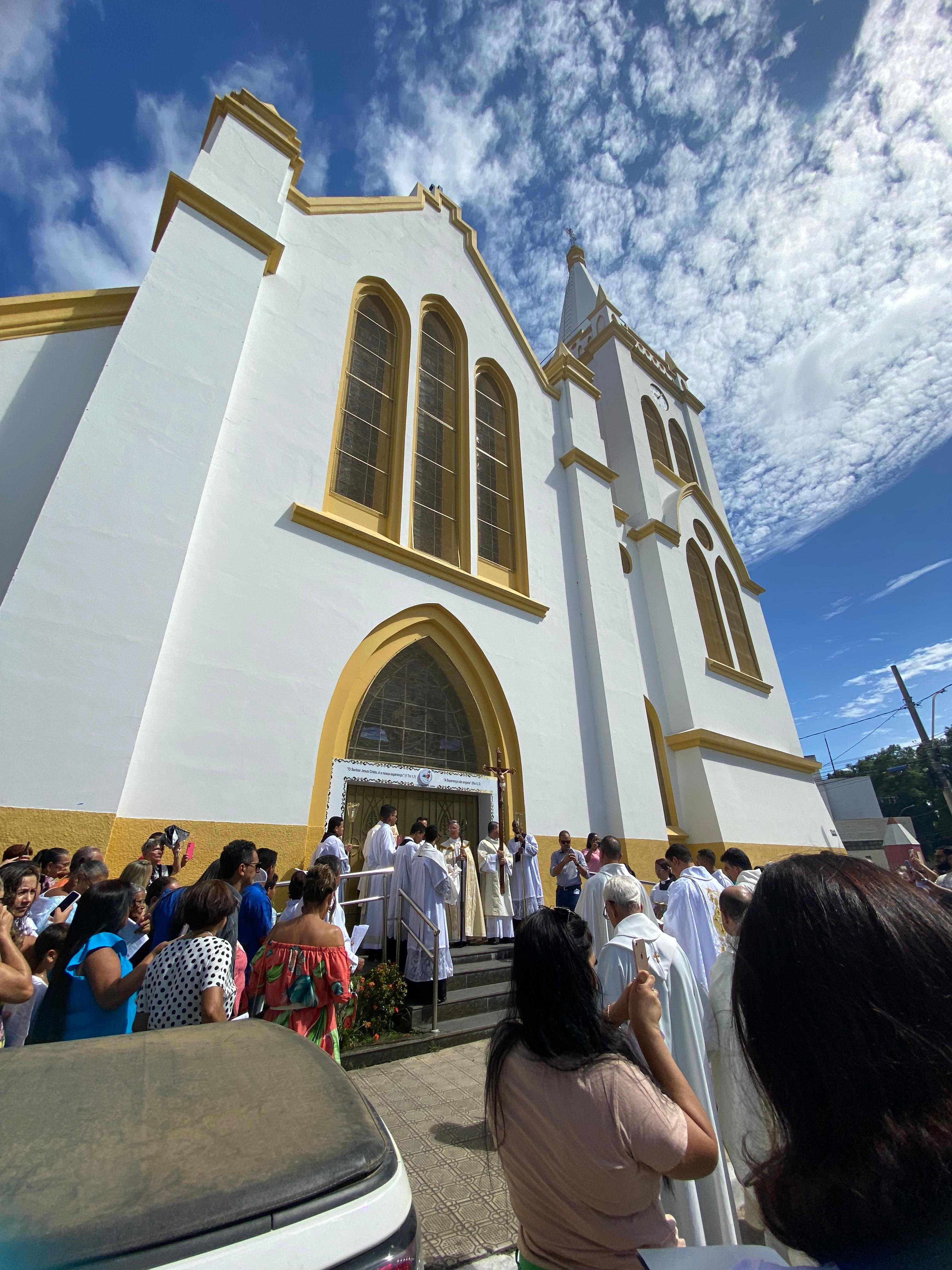
A Catedral Diocesana São João Batista, na ocasião da abertura do Ano Jubilar 2025.

## Bispos
| #      | Nome                                      | Período   | Notas                                  |
| Bispos | Bispos                                    | Bispos    | Bispos                                 |
| ------ | ----------------------------------------- | --------- | -------------------------------------- |
| 5º     | José Hamilton de Castro                   | 2023–     | Atual                                  |
| 4º     | José Carlos Brandão Cabral                | 2013–2022 | Nomeado bispo de São João da Boa Vista |
| 3º     | Frei Hugo María Van Steekelenburg, O.F.M. | 1998–2013 | Bispo emérito                          |
| 2º     | Frei Diogo Reesink, O.F.M.                | 1989–1998 | Nomeado bispo de Teófilo Otoni         |
| 1º     | José Geraldo Oliveira do Valle, C.S.S.    | 1982–1988 | Nomeado bispo coadjutor de Guaxupé     |

## Municípios
A diocese está presente em dezessete municípios do estado de Minas Gerais: Almenara, Bandeira, Divisópolis, Felisburgo, Fronteira dos Vales, Jacinto, Jequitinhonha, Joaíma, Jordânia, Mata Verde, Monte Formoso, Palmópolis, Rio do Prado, Rubim, Salto da Divisa, Santa Maria do Salto e Santo Antônio do Jacinto.